# Улица Чернышевского (Вологда)
Улица Черныше́вского (до 16 октября 1918 года — Большая Архангельская) — улица в Вологодском районе Заречье, начинающаяся от Октябрьского моста через реку Вологду и идущая на север до городской окраины. Ранее переходила в Архангельский тракт.

## История
Большая Архангельская улица сформировалась в Заречье в конце XVIII — начале XIX века в соответствии с Высочайше утверждённым планом Вологды 1781 года. Впервые зафиксирована улица была на плане города 1824 года. Улица шла от берега реки Вологды и ближний к реке её участок (до Калашной улицы) в период весеннего половодья часто оказывался затоплен. В конце же улицы, в месте её перехода в Архангельский тракт, располагалась Архангельская застава. В конце XIX века на улице была открыта Архангельская пересыльная тюрьма. При этом ближе к центру улица была в-основном застроена богатыми особняками, здесь проживало немало вологодских чиновников и купцов.
19 апреля (2 мая) 1906 года по улице прошла демонстрация, поводом для которой стали похороны ссыльного революционера Иосифа Хайзанашвили. Выйдя из центра города, колонна направилась по Архангельской улице тюрьме, где содержались ссылные революционеры. В 1910 году на улице проложили первый водопровод, установив на пересечении с Калашной улицей водоразборную колонку с будкой, откуда горожане в определённые часы по таллонам могли набрать воду. 16 октября 1918 года улица была переименована в честь литературного критика Николая Чернышевского.
За советские годы улица была значительно продлена на север, а значительную часть существовавших особняков и частных домов сменили многоквартирные дома. В конце 1970-х годов по большей части улицы было запущено троллейбусное движение.

## Описание
Улица Чернышевского находится в Заречье, Вологда, Россия. Она начинается от Октябрьского моста через Вологду и Набережной 6-й Армии и идёт на север в сторону городской окраины. На участке от Октябрьского моста до Сухонской улицы по улице Чернышевского имеется троллейбусное движение, автобусное движение имеется на всём протяжении.

### Достопримечательности

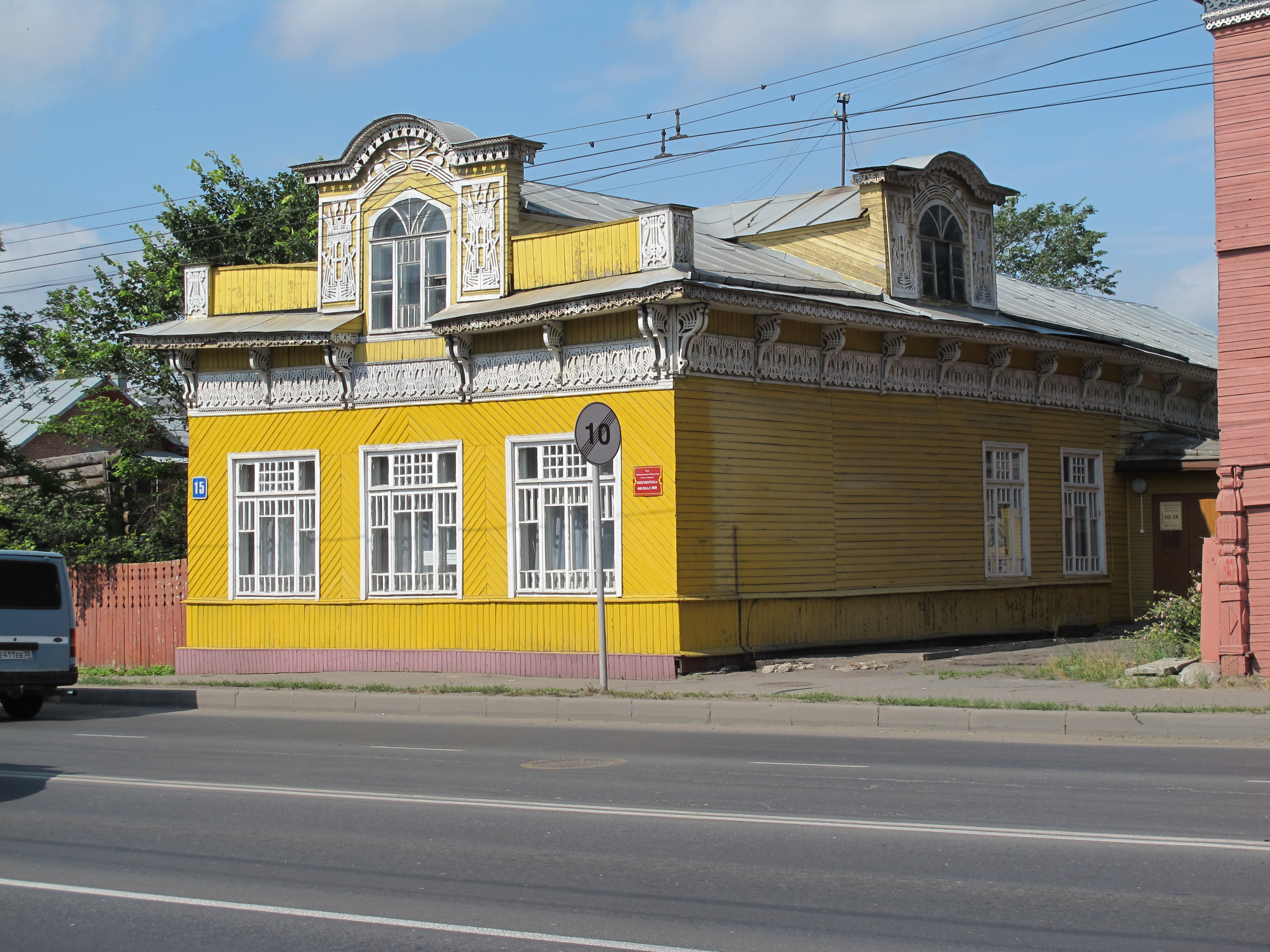
«Дом дяди Гиляя»
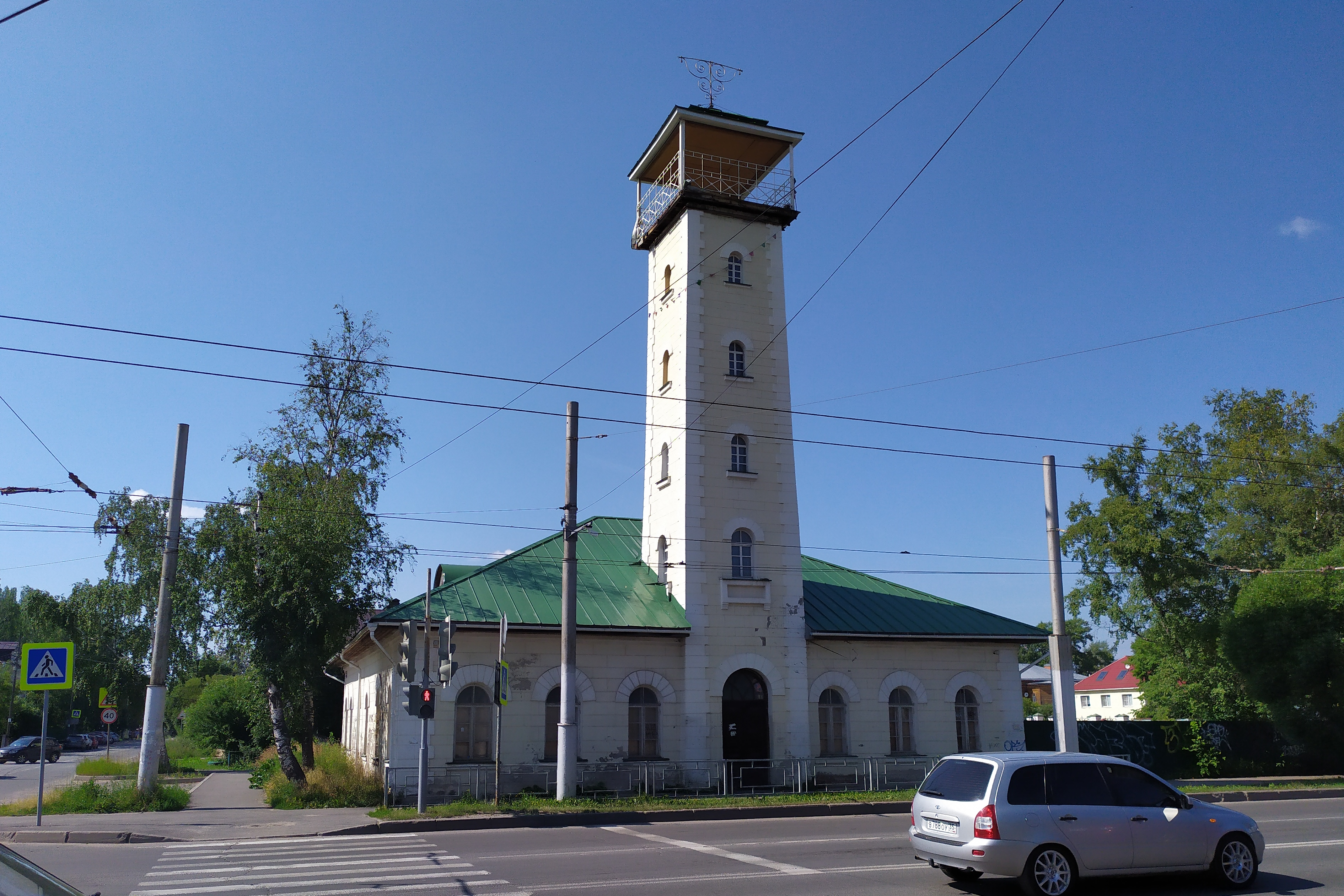
Здание полицейской и пожарной части

Под номером 13 на улице стоит небольшой деревянный дом постройки середины XIX века с тремя окнами по фасаду, в котором в годы ссылки в 1867—1869 годах жил писатель-публицист Николай Шелгунов. Здесь он встречался с другими ссыльными револционерами, такими как  Василий Берви-Флеровский, Пётр Лавров и Михаил Сажин, а также с молодым тогда ещё писателем Павлом Засодимским. Соседний с ним деревянный особняк под номером 15, построенный в стиле модерн в 1913 году, с 2015 года занимает литературный музей «Дом дяди Гиляя», организованный в честь писателя и журналиста Гиляровского, проживавшего неподалёку в доме 26, не сохранившемся до наших дней.
На пересечении с улицей Горького находится здание бывшего полицейского участка с пожарной каланчой, имеющее номер 33. В доме 69 до революции находиласть почтовая станция, в которой, в силу прогрессивных взглядов сына владельца, а также близкого расположения пересыльной тюрьмы, в 1903—1907 годах располагался «Союз свободных каменщиков», организованный по предложению Анатолия Луначарского и выполнявший функции профсоюза для политических ссыльных.